# За Даличівкою (заповідне урочище)
За Дали́чівкою — заповідне урочище в Україні. Об'єкт природно-заповідного фонду Івано-Франківської області. 
Розташоване в межах Городенківського району Івано-Франківської області, неподалік від села Воронів. 
Площа 20 га. Статус надано згідно з рішенням облради від 15.07.1993 року. Перебуває у віданні Незвиської сільської ради. 
Статус надано для збереження гіпсового останця (пагорба) як місця зростання багатого степового різнотрав'я. Зростають сон чорніючий, горицвіт весняний, звіробій звичайний, півники угорські, самосил панонський тощо. 